# Beto (fotbollsspelare född 1982)
António Alberto Bastos Pimparel, mer känd som Beto, född 1 maj 1982 i Loures, Lissabon, är en före detta portugisisk fotbollsmålvakt, som senast spelade för HIFK i finska Veikkausliiga.
Han blev uttagen i Portugals trupp till EM i fotboll 2012.